# Outlaw Golf
Outlaw Golf est un jeu vidéo de golf développé par Hypnotix et édité par Simon & Schuster Interactive et TDK Mediactive, sorti en 2002 sur Windows, PlayStation 2, GameCube et Xbox.
Il a pour suite Outlaw Golf 2.
Steve Carell a enregistré la voix de l'annonceur.

## Accueil
- Jeux vidéo Magazine : 11/20[1]
- Jeuxvideo.com : 14/20[2]